# Reska Kolej Wąskotorowa
Reska Kolej Wąskotorowa (niem. Regenwalder Kleinbahn AG, RKB) – kolej wąskotorowa o długości 52,9 km i rozstawie torów 1000 mm.

## Historia
W dniu 26 lipca 1896 r. otwarto odcinek z Łobza do Dobrej Nowogardzkiej, a 18 listopada 1907 odcinek z Mieszewa do Reska.
W 1912 r. kolejka uzyskała połączenie z normalnotorową Nowogardzką Koleją Powiatową (niem. Naugarder Kreisbahn).

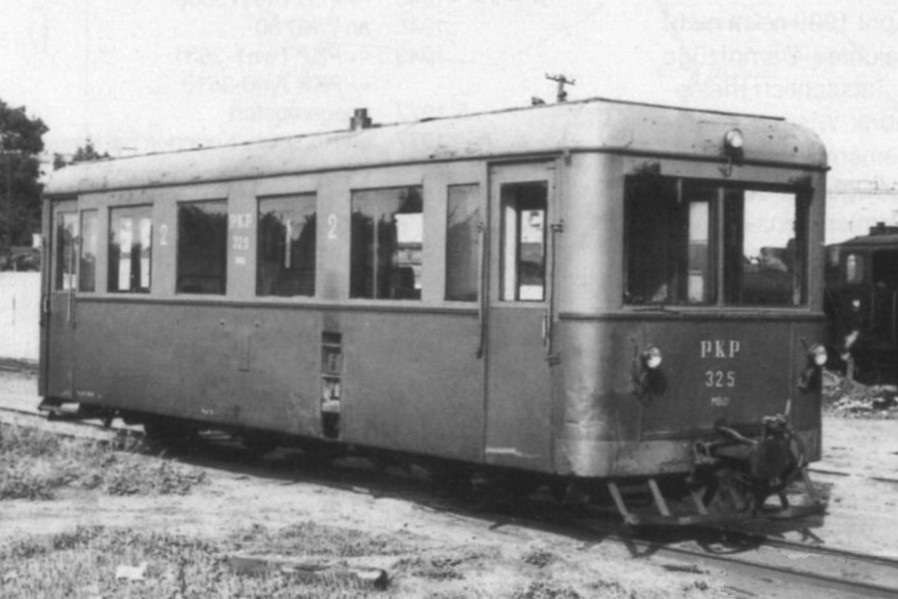
PKP MBd1-325

W 1946 r. kolej została przejęta na własność Państwa.
Linia z Dobrej Nowogardzkiej do Łobza służyła przewozom pasażerskim jeszcze do 30 czerwca 1991 r., a w 1995 r. odcinek Mieszewo – Łobez został przez PKP rozebrany. Na odcinku Mieszewo – Resko Północne pociągi pasażerskie kursowały do 1959 r., później długie lata (do 1995 r.) służyła do transportu taboru na naprawy z Dobrej Nowogardzkiej i Ińska do Reska. Ostatni pociąg osobowy zorganizowany dla miłośników kolei przejechał trasę Dobra Nowogardzkie – Dorowo i z powrotem w dniu 13 października 2001 r.

## Stacje i przystanki kolejowe
| km                                               | nazwa polska      | nazwa niemiecka                |
| linia Dobra Nowogardzka – Mieszewo – Łobez Wąsk. |                   |                                |
| 0,0                                              | Dobra Nowogardzka | Daber (Kr. Naugard) Süd        |
| 0,5                                              | Dobrzanka         | Daber Freiheit                 |
| 3,4                                              | Karniszyn         | Carolinenhöhe                  |
| 5,9                                              | ?                 | Uckleythal                     |
| 6,9 0,0                                          | Mieszewo          | Meesow                         |
| 0,7                                              | Zwierzynek        | Schwerin (Kr. Regenwalde)      |
| 4,2                                              | Sielsko           | Silligsdorf                    |
| 8,8                                              | Siedlice          | Zeitlitz                       |
| 10,1                                             | Rekowo Wąsk.      | Reckow (Kr. Regenwalde)        |
| 12,7                                             | Dobieszewo        | Dübzow (Kr. Regenwalde)        |
| 15,2                                             | Unimie            | Unheim                         |
| 18,0                                             | Świętoborzec      | Landgestüt                     |
| 19,1                                             | Łobez Płd. Wąsk.  | Kalksandsteinweiche, Labes Süd |
| 20,6                                             | Łobez Wąsk.       | Labes Ldb.                     |